# Ichtiologia
Ichtiologia (gr. ιχθυς ikhthus „ryba”; λογος logos „słowo, dyskusja”) – dział zoologii zajmujący się rybami, ich systematyką, biologią, morfologią, embriologią, fizjologią, ekologią, rozsiedleniem geograficznym i paleontologią.

## Rozwój
Początki ichtiologii sięgają Arystotelesa, który opisał około 116 gatunków ryb z regionu wyspy Lesbos na Morzu Egejskim. Łacińskie tłumaczenie jego prac opublikowano w 1454 roku. W renesansie pojawiły się pierwsze istotne prace z zakresu ichtiologii. Pierre Belon w De aquatilibus (1553) opisał około 110 gatunków ryb i ich klasyfikację. W 1554 Hippolito Salviani opisał i narysował 92 gatunki ryb w Aquatilium animalium historiae. Guillaume Rondelet w Libri de piscibus marinis wydanej w 1554 opisał 200 gatunków ryb morskich i 50 słodkowodnych. Jego praca zawierała liczne rysunki z wieloma szczegółami anatomicznymi opisywanych ryb. Przełomowe znaczenie w rozwoju systematyki zoologicznej miała praca Francisa Willoughby'ego De Historia Piscium, dokończona po jego śmierci i wydana przez Johna Raya w 1686. Pojawiły się w niej elementy nazewnictwa binominalnego, ale klasyfikacja ta oparta była w znacznym stopniu na anatomii wewnętrznej.
Podstawy nowoczesnej ichtiologii stworzył szwedzki uczony Peter Artedi, nazywany ojcem ichtiologii. Artedi sprecyzował pojęcie gatunku i odmiany, połączył gatunki w rodzaje i nadał im nazwy. Zaproponowane przez Artediego nazwy rzędów przetrwały do czasów współczesnych. Opracowaną przez niego pracę Ichthyologia uzupełnił i opublikował Karol Linneusz w dziesiątym wydaniu (1758) swego słynnego dzieła Systema Naturae.
W Polsce pierwsze opisy ryb sporządził w XV w. Jan Długosz w dziele Chorographia Regni Poloniae wymienia niektóre gatunki ryb (sieję i leszcza) charakterystyczne dla pewnych rzek i jezior. W XVI w. pojawiło się pierwsze dzieło piśmiennicze z zakresu rybołówstwa: „O sprawie, Sypaniu, Wymierzaniu y Rybieniu stawów. A także o Przekopach, o Ważeniu y prowadzeniu Wody. Książki wszystkim gospodarzom potrzebne. Przez Olbrychta Strumieńskiego z Mysłowic Urzędnika Balickiego wydane”. Drugim było wydane w XVII w. „Opisanie porządku stawowego y przestróg niektórych domowego gospodarowania, z pilnością uczynione od Stanisława Stroynowskiego z Stroynowa”.
Rozwój polskiej ichtiologii przypada na XVIII wiek. W latach 1721 i 1736 wydane zostały prace Gabriela Rzączyńskiego, w których autor spisał ryby i minogi oraz ich dość szczegółowe rozmieszczenie geograficzne. Oparta na Systema Naturae Linneusza systematyka ryb obejmująca ichtiofaunę rzek i jezior polskich oraz Bałtyku, a także obszerne rozdziały o gospodarce rybackiej pojawiły się w pracy Krzysztofa Kluka „Zwierząt domowych i dzikich, osobliwie krajowych, historyi naturalney początki i gospodarstwo. Potrzebnych i pożytecznych domowych chowanie, rozmnożenie, chorób leczenie, dzikich łowienie, oswojenie, zażycie; szkodliwych zaś wygubienie” (1780).
W XIX w. do rozwoju polskiej ichtiologii swój wkład wnieśli, m.in.: Feliks Paweł Jarocki, Benedykt Dybowski, Antoni Wałecki (nazwany ojcem polskiej ichtiologii), Maksymilian Nowicki i Szymon Syrski.